# Família do Presidente dos Estados Unidos
A Primeira Família dos Estados Unidos (em inglês: First Family of United States) é família do presidente e da primeira-dama dos Estados Unidos que reside na Casa Branca durante o mandato. A família do presidente é servida pelo Serviço Secreto e o presidente pode utilizar o Força Aérea Um, o Cadillac Um e o Camp David regularmente.

## Famílias
| Retrato | Família    | Período                                        | Presidente e Primeira-dama Filhos e familiares                                                               |
| ------- | ---------- | ---------------------------------------------- | --- |
|         | Trump      | 20 de janeiro de 2025 — presente               | Donald e Melania Trump Donald Jr., Ivanka, Eric, Tiffany e Barron                                            |
|         | Biden      | 20 de janeiro de 2021 — 20 de janeiro de 2025  | Joe e Jill Biden Hunter e Ashley                                                                             |
|         | Trump      | 20 de janeiro de 2017 — 20 de janeiro de 2021  | Donald e Melania Trump Donald Jr., Ivanka, Eric, Tiffany e Barron                                            |
|         | Obama      | 20 de janeiro de 2009 — 20 de janeiro de 2017  | Barack e Michelle Obama Malia, Sasha e Marian Shields Robinson                                               |
|         | Bush       | 20 de janeiro de 2001 — 20 de janeiro de 2009  | George W. e Laura Bush Barbara e Jenna                                                                       |
|         | Clinton    | 20 de janeiro de 1993 — 20 de janeiro de 2001  | Bill e Hillary Clinton Chelsea                                                                               |
|         | Bush       | 20 de janeiro de 1989 — 20 de janeiro de 1993  | George e Barbara Bush George W., Jeb, Neil, Marvin e Dorothy                                                 |
|         | Reagan     | 20 de janeiro de 1981 — 20 de janeiro de 1989  | Ronald e Nancy Reagan Maureen, Michael, Patti e Ron                                                          |
|         | Carter     | 20 de janeiro de 1977 — 20 de janeiro de 1981  | Jimmy e Rosalynn Carter John, James Earl Carter III, Donnel e Amy                                            |
|         | Ford       | 9 de agosto de 1974 — 20 de janeiro de 1977    | Gerald e Betty Ford Susan, Michael, Jack e Steven                                                            |
|         | Nixon      | 20 de janeiro de 1969 — 9 de agosto de 1974    | Richard e Pat Nixon Tricia e Julie                                                                           |
|         | Johnson    | 22 de novembro de 1963 — 20 de janeiro de 1969 | Lyndon e Lady Bird Johnson Lynda Bird e Luci                                                                 |
|         | Kennedy    | 20 de janeiro de 1961 — 22 de novembro de 1963 | John e Jacqueline Kennedy Caroline, John Jr. e Patrick                                                       |
|         | Eisenhower | 20 de janeiro de 1953 — 20 de janeiro de 1961  | Dwight e Mamie Eisenhower John                                                                               |
|         | Truman     | 12 de abril de 1945 — 20 de janeiro de 1953    | Harry e Bess Truman Margaret                                                                                 |
|         | Roosevelt  | 4 de março de 1933 — 12 de abril de 1945       | Franklin e Eleanor Roosevelt Anna, James, Elliott, Franklin Jr. e John                                       |
|         | Hoover     | 4 de março de 1929 — 4 de março de 1933        | Herbert e Lou Henry Hoover Herbert Jr. e Allan                                                               |
|         | Coolidge   | 2 de agosto de 1923 — 4 de março de 1929       | Calvin e Grace Coolidge Calvin Jr. e John                                                                    |
|         | Harding    | 4 de março de 1921 — 2 de agosto de 1923       | Warren e Florence Harding                                                                                    |
|         | Wilson     | 4 de março de 1913 — 4 de março de 1921        | Woodrow Wilson e Ellen Wilson (d.1914), Edith Wilson (m.1915) Margaret, Jessie e Eleanor                     |
|         | Taft       | 4 de março de 1909 — 4 de março de 1913        | William Howard e Helen Taft Robert, Helen e Charles II                                                       |
|         | Roosevelt  | 14 de setembro de 1901 — 4 de março de 1909    | Theodore e Edith Roosevelt Theodore Jr., Kermit, Ethel, Archie e Quentin                                     |
|         | McKinley   | 4 de março de 1897 — 14 de setembro de 1901    | William e Ida McKinley                                                                                       |
|         | Cleveland  | 4 de março de 1893 — 4 de março de 1897        | Grover e Frances Cleveland Ruth, Esther e Marion                                                             |
|         | Harrison   | 4 de março de 1889 — 4 de março de 1893        | Benjamin e Caroline Harrison Russell e Mary                                                                  |
|         | Cleveland  | 4 de março de 1885 — 4 de março de 1889        | Grover e Frances Cleveland (m.1886)                                                                          |
|         | Arthur     | 19 de setembro de 1881 — 4 de março de 1885    | Chester A. Arthur Chester II e Ellen                                                                         |
|         | Garfield   | 4 de março de 1881 — 19 de setembro de 1881    | James e Lucretia Garfield Harry, James, Mary, Irvin e Abram                                                  |
|         | Hayes      | 4 de março de 1877 — 4 de março de 1881        | Rutherford e Lucy Hayes Birchard , Webb, Rutherford, Fanny e Scott                                           |
|         | Grant      | 4 de março de 1869 — 4 de março de 1877        | Ulysses e Julia Grant Jesse, Ulysses Jr., Nellie e Frederick                                                 |
|         | Johnson    | 15 de abril de 1865 — 4 de março de 1869       | Andrew e Eliza Johnson Martha, Mary, Robert e Andrew Jr.                                                     |
|         | Lincoln    | 4 de março de 1861 — 15 de abril de 1865       | Abraham e Mary Todd Lincoln Robert Todd, Willie e Tad                                                        |
|         | Buchanan   | 4 de março de 1857 — 4 de março de 1861        | James Buchanan                                                                                               |
|         | Pierce     | 4 de março de 1853 — 4 de março de 1857        | Franklin e Jane Pierce                                                                                       |
|         | Fillmore   | 9 de julho de 1850 — 4 de março de 1853        | Millard e Abigail Fillmore Millard e Mary                                                                    |
|         | Taylor     | 4 de março de 1849 — 9 de julho de 1850        | Zachary e Margaret Taylor Ann, Betty e Richard                                                               |
|         | Polk       | 4 de março de 1845 — 4 de março de 1849        | James e Sarah Polk                                                                                           |
|         | Tyler      | 4 de abril de 1841 — 4 de março de 1845        | John e Letitia Tyler (d.1842), Julia Tyler (m.1844) Mary, Robert, John, Letitia, Elizabeth, Alice e Tazewell |
|         | Harrison   | 4 de março de 1841 — 4 de abril de 1841        | William Henry e Anna Harrison                                                                                |
|         | Van Buren  | 4 de março de 1837 — 4 de março de 1841        | Martin Van Buren e Angelica Singleton (nora) Abraham, John, Martin e Smith                                   |
|         | Jackson    | 4 de março de 1829 — 4 de março de 1837        | Andrew Jackson Andrew Jr., Daniel, Andrew, Andrew, Eliza e Edward                                            |
|         | Adams      | 4 de março de 1825 — 4 de março de 1829        | John Quincy e Louisa Adams George, John e Charles Francis                                                    |
|         | Monroe     | 4 de março de 1817 — 4 de março de 1825        | James e Elizabeth Monroe Eliza e Maria                                                                       |
|         | Madison    | 4 de março de 1809 — 4 de março de 1817        | James e Dolley Madison John                                                                                  |
|         | Jefferson  | 4 de março de 1801 — 4 de março de 1809        | Thomas Jefferson e Martha Randolph (filha) Mary                                                              |
|         | Adams      | 4 de março de 1797 — 4 de março de 1801        | John e Abigail Adams Nabby, John Quincy, Charles e Thomas                                                    |
|         | Washington | 30 de abril de 1789 — 4 de março de 1797       | George e Martha Washington Nelly e George                                                                    |